# Dreadlock Holiday
Dreadlock Holiday – piosenka reggae brytyjskiego zespołu 10cc, wydana na singlu w 1978 roku. Utwór napisali Eric Stewart i Graham Gouldman. Piosenka była opublikowana jako przewodni singiel albumu Bloody Tourists (1978).
Podczas nagrania materiału wokalistą głównym był Graham Gouldman. „Dreadlock Holiday” był trzecim singlem zespołu, który znalazł się na 1. miejscu brytyjskiej listy UK Singles Chart, po „Rubber Bullets” i „I’m Not in Love” z głównymi wokalami Lola Creme’a i Erica Stewarta odpowiednio, dzięki czemu 10cc ma w dorobku trzy single nr 1 na UK Singles Chart z różnymi wiodącymi wokalistami.

## Listy przebojów
Singiel z „Dreadlock Holiday” był notowany na 1. miejscu w Wielkiej Brytanii i Holandii, a w Stanach Zjednoczonych na 44. miejscu listy przebojów tygodnika Billboard.

## Certyfikaty i sprzedaż
| Kraj                  | Certyfikat  | Sprzedaż |
| --------------------- | ----------- | -------- |
| Holandia (NVPI)       | złota płyta | 100 000+ |
| Wielka Brytania (BPI) | złota płyta | 400 000+ |

## Wersja Reni Jusis
W 1999 roku na singlu wydano utwór „Dreadlock Holiday” w wykonaniu polskiej piosenkarki Reni Jusis. Był to pierwszy singiel, który promował album Era Renifera (1999); SP opublikowano pół roku przed wejściem na rynek albumu.

### Lista utworów
1. „Dreadlock Holiday (radio edit)” – 3:55
2. „Dreadlock Holiday (remix)” – 5:45